# Мечеть Ильяс-бей
Мечеть Ильяс-бей (тур. İlyas Bey Camii) — историческое исламское религиозное сооружение в Милете, в районе Дидим провинции Айдын. Мечеть была построена в 1403 году по велению Ильяс-бея (1402-1421), последнего правителя турецкого бейлика Ментеше.

## Архитектура
Мечеть является частью комплекса, состоящего из медресе и хаммама. Мраморные блоки, использованные при строительстве мечети, брались из древних руин Милета. Молитвенный зал венчает купол 14 метров в диаметре, сделанный из кирпича и покрытый черепицей. Купол лежит на восьмиугольном основании, удерживаемым четырьмя стенами. Кирпичный минарет рухнул в результате землетрясения 1955 года.
Комплекс расположен вблизи археологических раскопок древнего города Милета. Рядом с комплексом были обнаружены руины виллы с баней, относящиеся к византийским временам. После землетрясения комплекс был лишь незначительно восстановлен и долгие годы он оставался незащищённым перед внешним природным воздействием. В 2007 году начались полномасштабные восстановительные работы, начавшиеся с исследований и документирования с января по сентябрь 2007 года, в октябре того же года стартовала непосредственно реконструкция комплекса, закончившаяся к лету 2011 года.
Комплекс Ильяс-бей был удостоен в 2012 году награды Europa Nostra в целях сохранения культурного наследия.

## Галерея

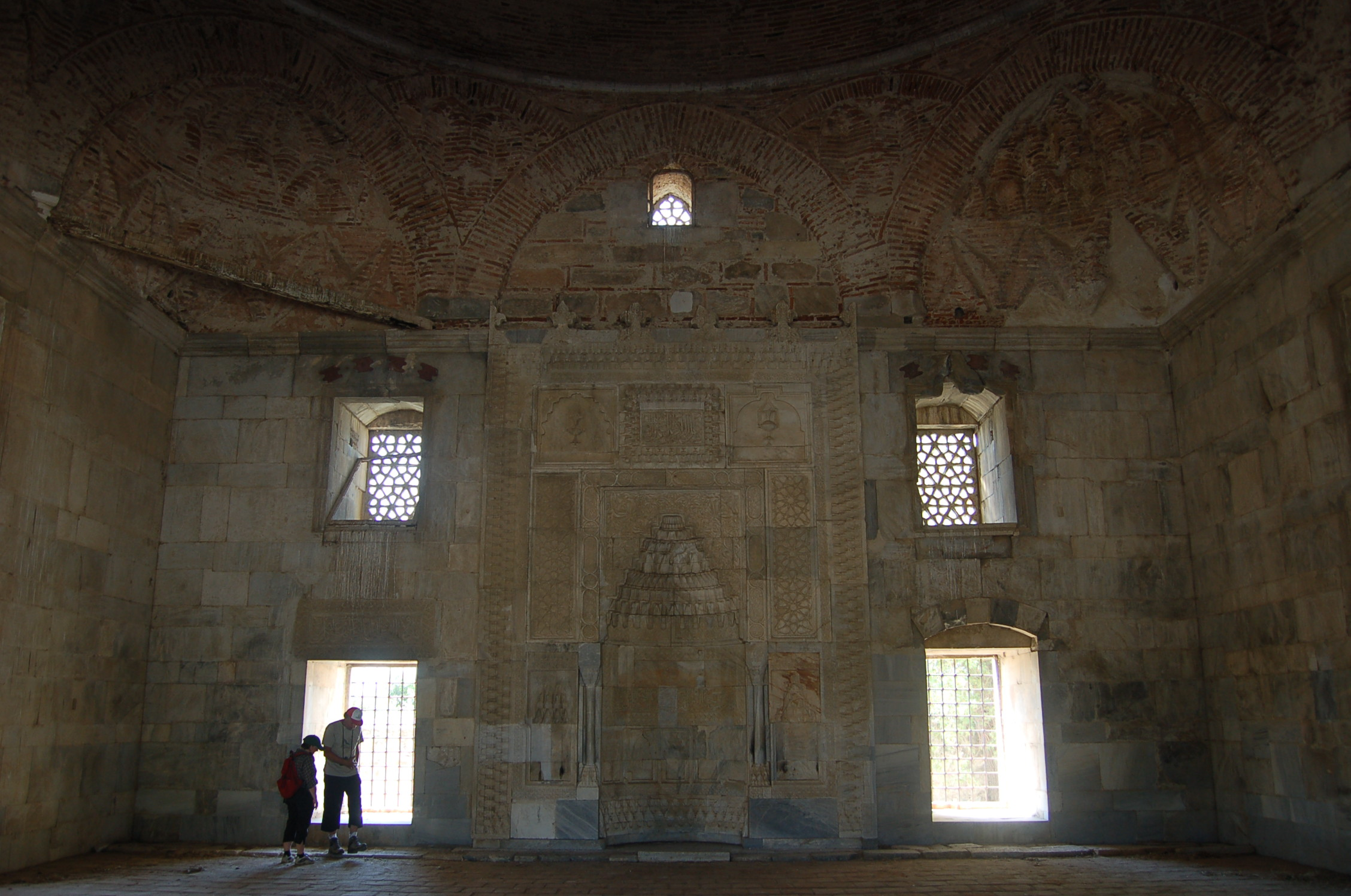
Интерьер мечети
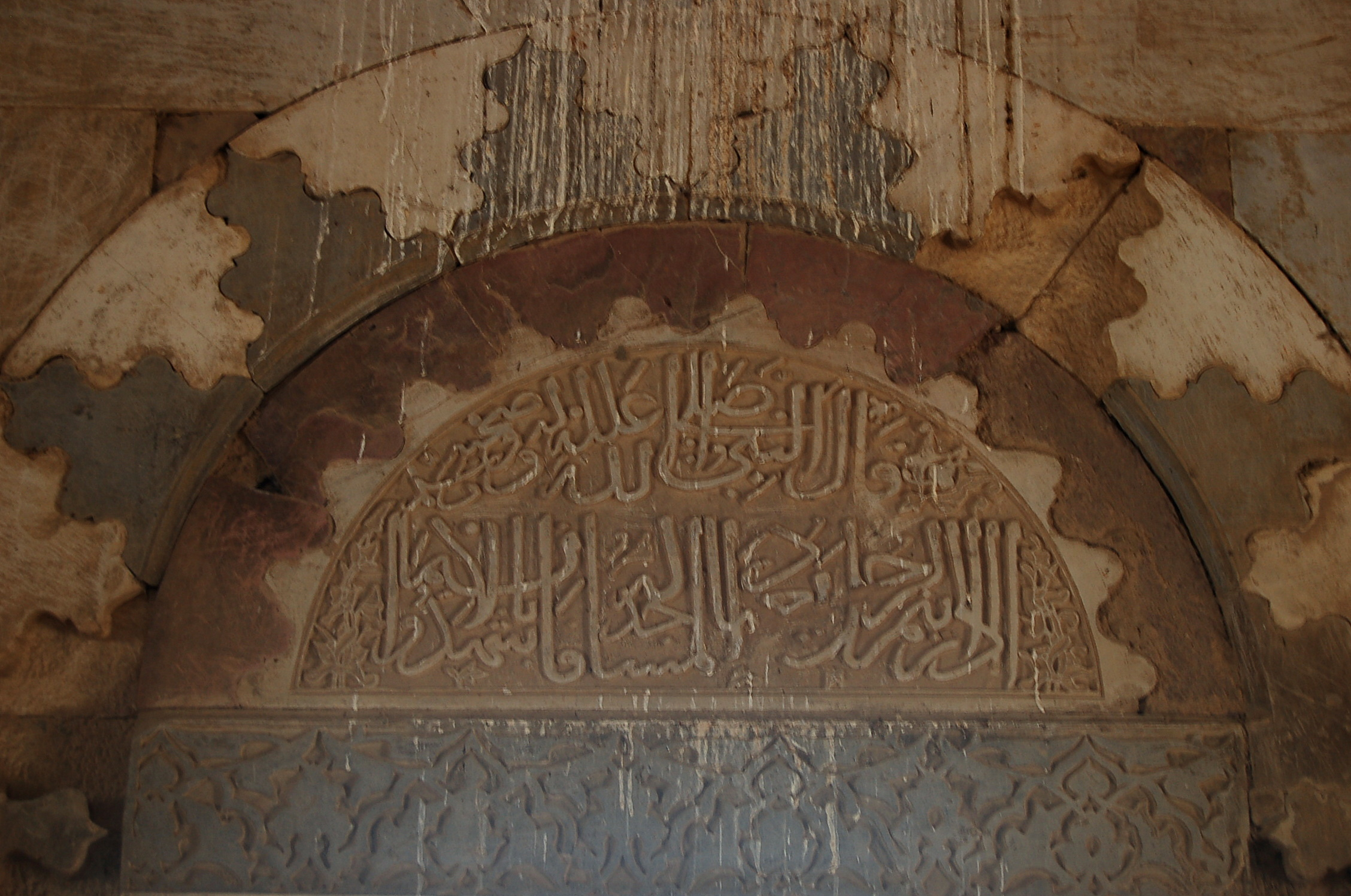
Надпись
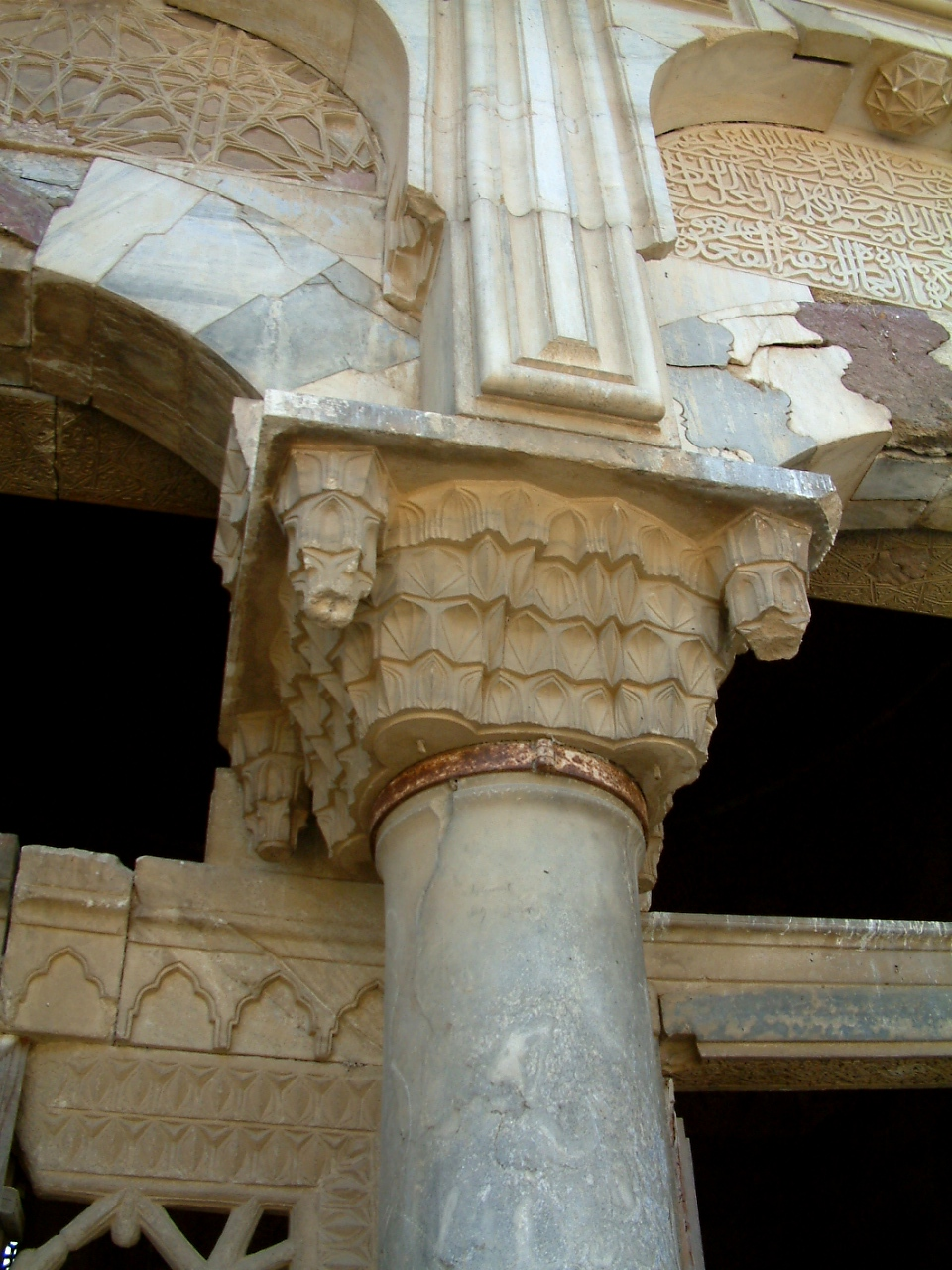
Колонки
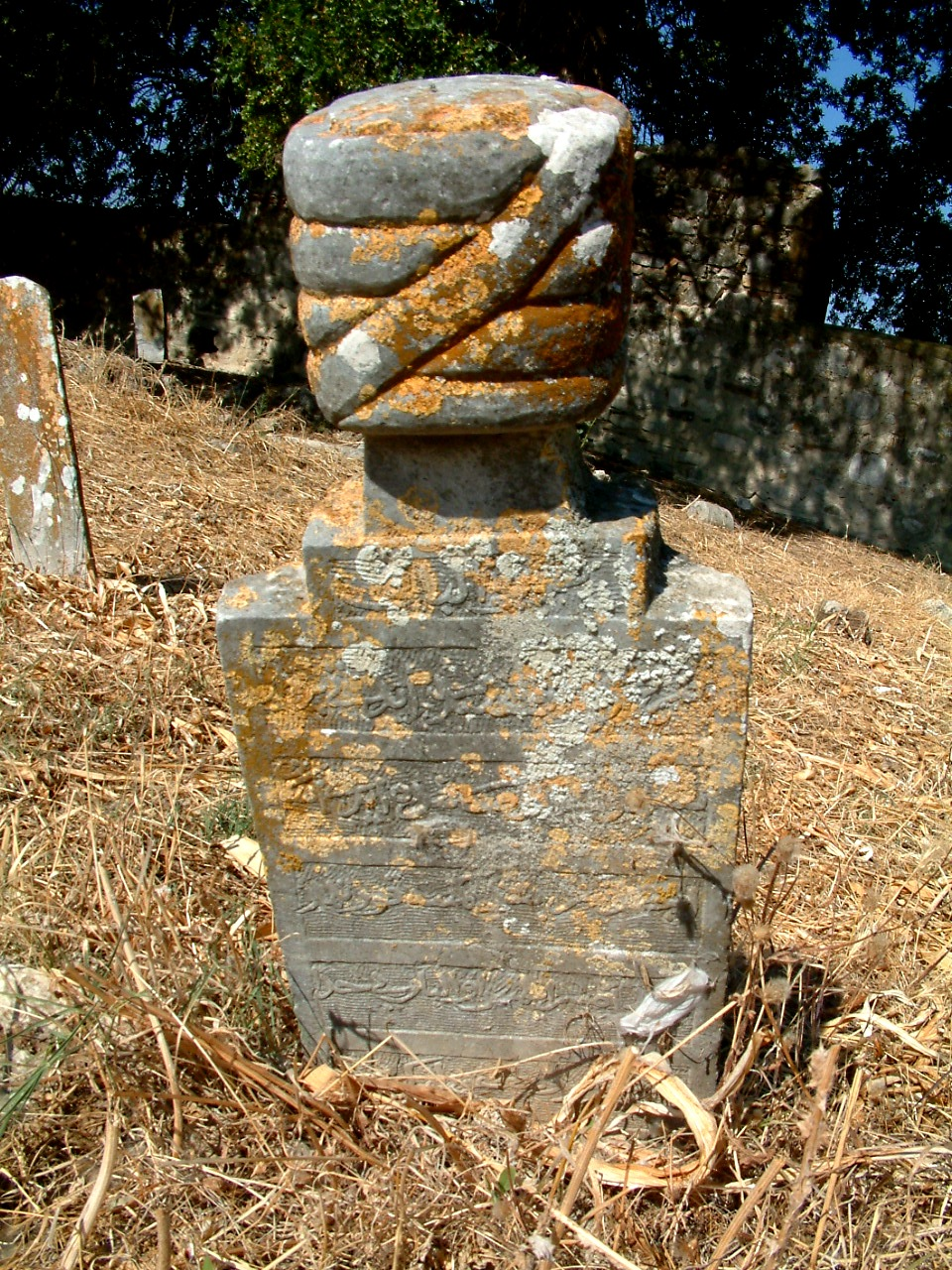
Надгробие
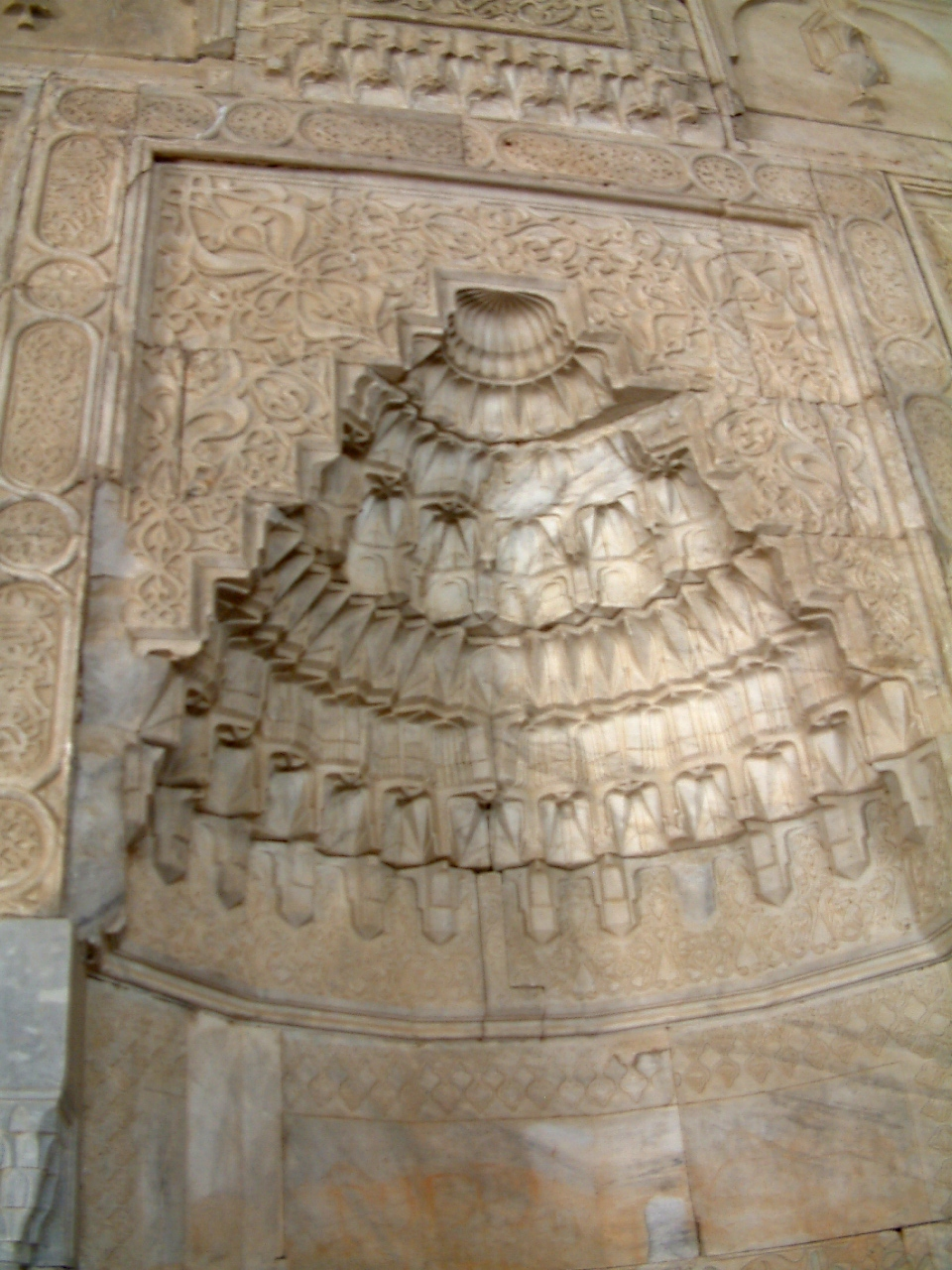
Михраб с мукарной
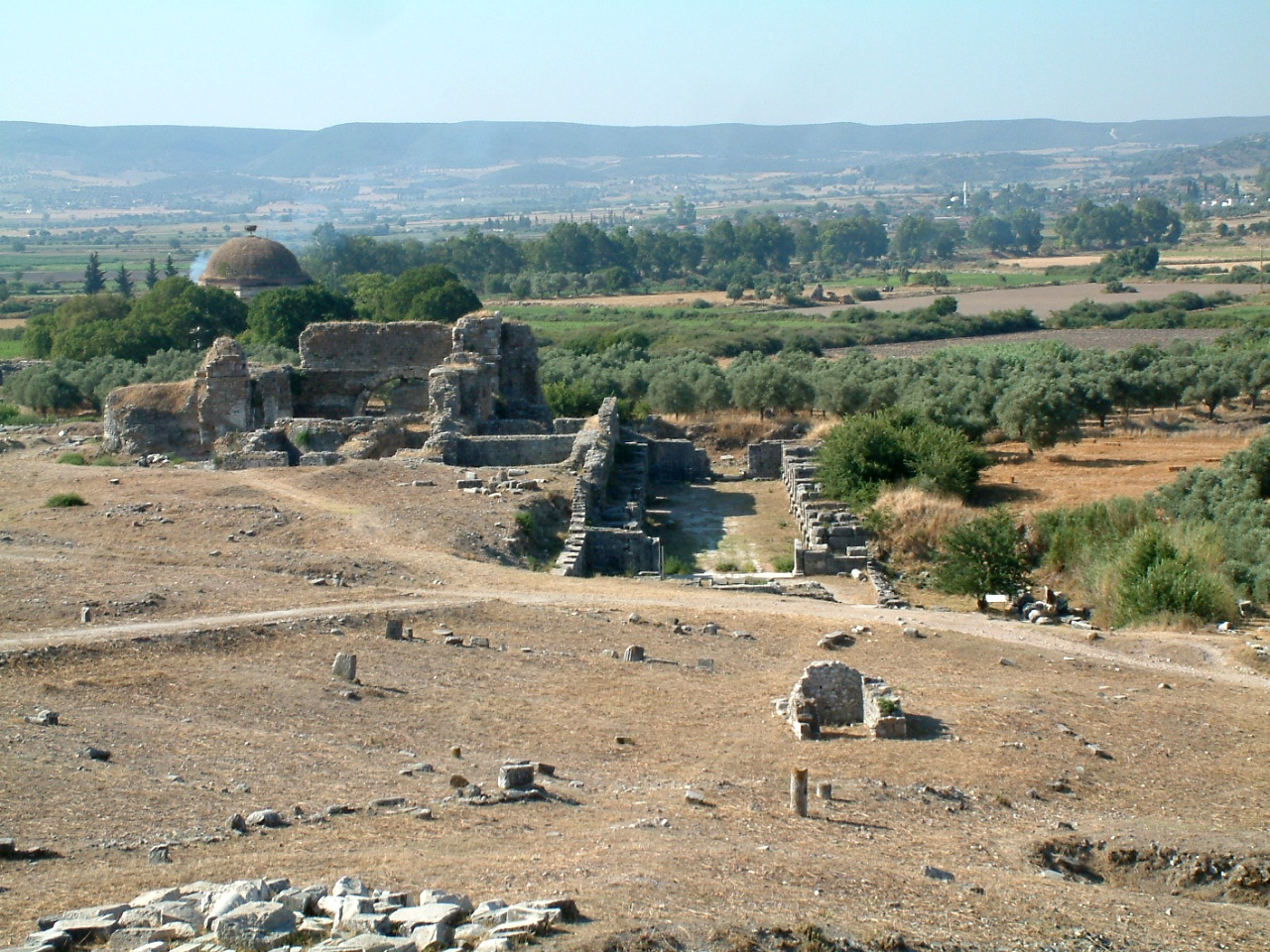
Вид на комплекс с расстояния
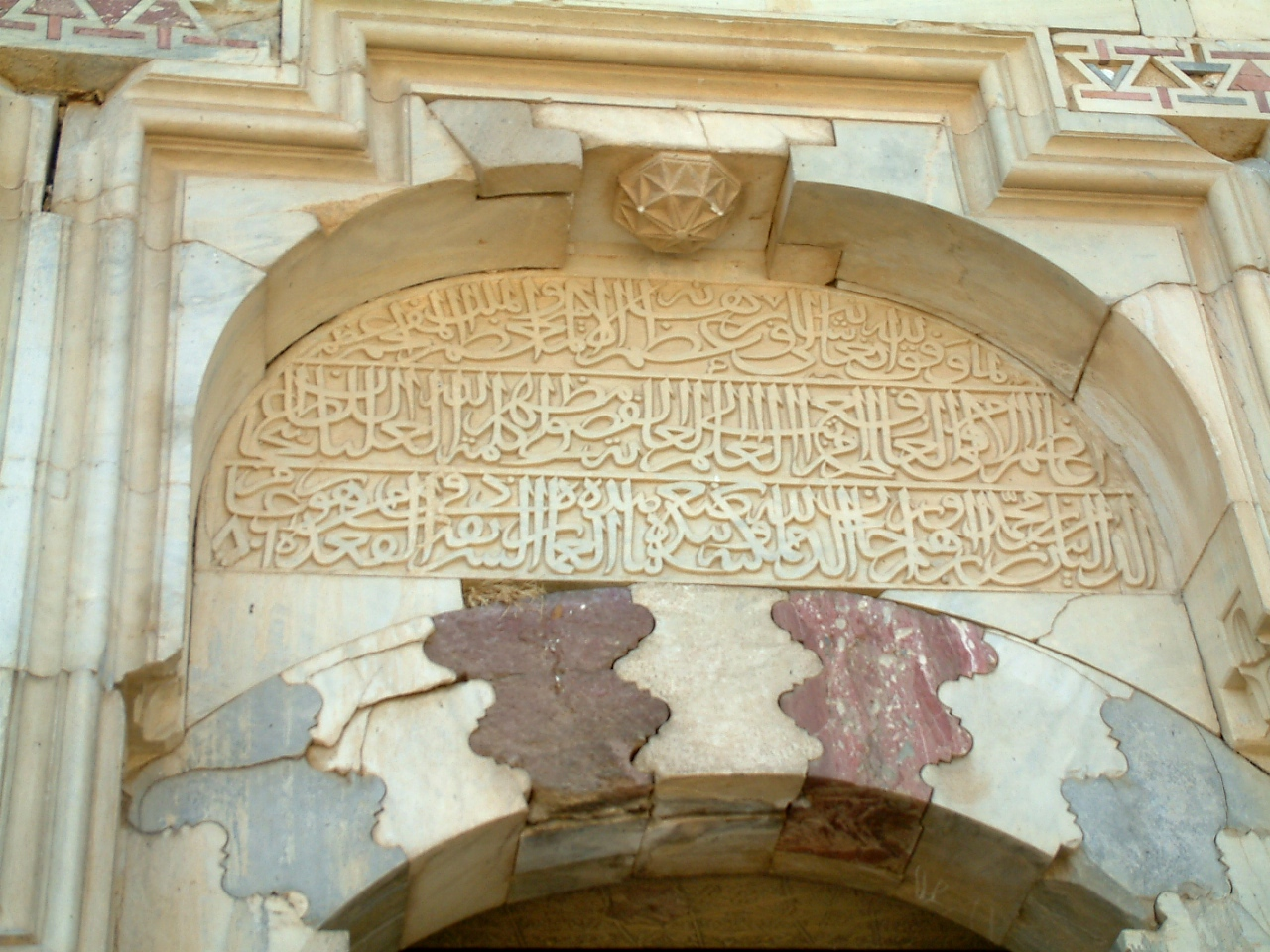
Надпись
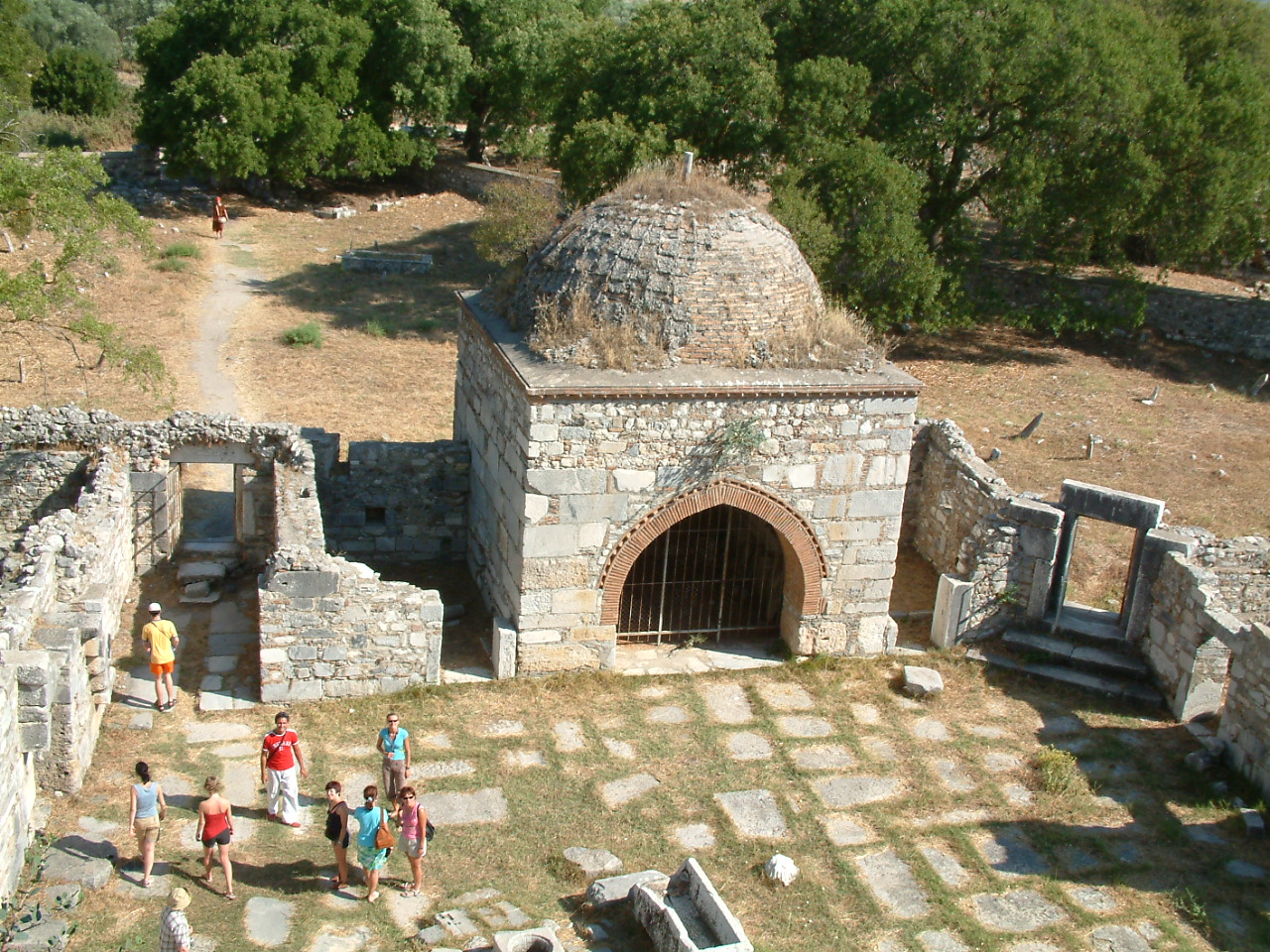
Вид с крыши